# Gert Mellbourn
Gert Lorentz Arne Mellbourn, född den 21 maj 1912 i Hässleholm, död den 9 februari 1991 i Stockholm, var en svensk språkvetare. Han var far till Anders Mellbourn.
Mellbourn avlade filosofisk ämbetsexamen vid Lunds universitet 1937 och filosofie licentiatexamen 1941. Han promoverades till filosofie doktor 1944 och var docent i tyska språket i Lund 1944–1946. Mellbourn var lektor vid Eksjö högre allmänna läroverk 1946–1948 och vid Bromma högre allmänna läroverk 1948–1960. Han blev docent i tyska språket vid Stockholms högskola 1952 och pedagogisk lektor där 1954. Mellbourn var universitetslektor vid Stockholms universitet 1960–1977, tillförordnad professor i tyska 1970 och extra biträdande professor 1971–1977. Han publicerade Speculum ecclesiae (doktorsavhandling 1944), Deutsche Zeitbilder (tillsammans med Arnold Littmann, 1955), Deutsch exakt (1968) och Germanistische Streifzüge. Festschrift für Gustav Korlén (medutgivare, 1974) samt recensioner av germanistik i facktidskrifter. Mellbourn vilar i minneslunden på Bromma kyrkogård.